# Liga de Campeones de Baloncesto de las Américas
La Liga de Campeones de Baloncesto de las Américas (oficialmente y en inglés: Basketball Champions League Americas) es el máximo torneo de clubes masculinos de baloncesto de todo el continente americano. Lo organiza FIBA Américas desde 2019, en reemplazo de la Liga de las Américas. El torneo cuenta con la participación de 12 equipos de Sudamérica, Centroamérica y Norteamérica.

## Historia

### Sus inicios
El lanzamiento oficial del torneo fue en Montevideo, Uruguay y estuvo encabezado por el presidente honorario de FIBA, el argentino Horacio Muratore, el director ejecutivo de FIBA en Américas, el brasileño Carlos Alves, y el CEO de la Basketball Champions League de Europa, Patrick Comninos.

Esta nueva liga internacional de clubes será la más importante en el continente y servirá de plataforma para el crecimiento de nuestra marca en la región.
Horacio Muratore, director ejecutivo de FIBA Américas.

## Formato de competencia
El torneo cuenta con doce equipos (12) de todo el continente. En primera instancia los equipos se dividen en cuatro (4) grupos de tres (3) equipos cada uno, donde se enfrentan todos contra todos dos veces, en la cancha de cada equipo. Los dos mejores equipos acceden a la siguiente ronda que consta de play-offs al mejor de tres partidos hasta la final. El ganador del torneo clasifica a la Copa Intercontinental FIBA.

## Campeones

### Títulos por año
| Temporada | Edición | Sede final          | Campeón   | Resultado | Subcampeón   | Tercero                       | Cuarto                        | MVP                            | Entrenador campeón                |
| --------- | ------- | ------------------- | --------- | --------- | ------------ | ----------------------------- | ----------------------------- | ------------------------------ | --------------------------------- |
| 2019-20   | I       | Montevideo          | Quimsa    | 92–86     | Flamengo     | No se disputó el tercer lugar | No se disputó el tercer lugar | Brandon Robinson (Quimsa)      | Sebastián González                |
| 2021      | II      | Managua             | Flamengo  | 84–80     | Real Estelí  | Minas TC                      | São Paulo FC                  | Rafael Hettsheimeir (Flamengo) | Gustavo de Conti                  |
| 2021-22   | III     | Río de Janeiro      | São Paulo | 98–84     | Biguá        | Minas TC                      | Quimsa                        | Bruno Caboclo (São Paulo)      | Burno Enrico Mortari              |
| 2022-23   | IV      | Franca              | Franca    | 88–79     | Flamengo     | Minas TC                      | Quimsa                        | Lucas Mariano (Franca)         | Helio Rubens Filho                |
| 2023-24   | V       | Santiago del Estero | Quimsa    | 92–80     | Flamengo     | Halcones de Xalapa            | Hebraica Macabi               | Brandon Robinson (Quimsa)      | Leandro Ramella                   |
| 2024-25   | VI      | Río de Janeiro      | Flamengo  | 83–57     | Boca Juniors | Franca                        | Instituto                     | Alexey Borges (Flamengo)       | Sergio Hernández Gustavo de Conti |

### Títulos por equipo
| Equipo          | Títulos | Subcampeonatos | Tercer lugar | Títulos          | Subcampeonatos            | Tercer lugar           |
| --------------- | ------- | -------------- | ------------ | ---------------- | ------------------------- | ---------------------- |
| Flamengo        | 2       | 3              | –            | 2021, 2024-25    | 2019-20, 2022-23, 2023-24 | –                      |
| Quimsa          | 2       | –              | –            | 2019-20, 2023-24 | –                         | –                      |
| Franca          | 1       | –              | 1            | 2022-23          | –                         | 2024-25                |
| São Paulo       | 1       | –              | –            | 2021-22          | –                         | –                      |
| Real Estelí     | –       | 1              | –            | –                | 2021                      | –                      |
| Biguá           | –       | 1              | –            | –                | 2021-22                   | –                      |
| Boca Juniors    | –       | 1              | –            | –                | 2024-25                   | –                      |
| Minas TC        | –       | –              | 3            | –                | –                         | 2021, 2021-22, 2022-23 |
| Halcones Xalapa | –       | –              | 1            | –                | –                         | 2023-24                |

## Estadísticas

### Tabla histórica
En negrita equipos que disputaron la última temporada.
Actualizado hasta la temporada 2024-25 inclusive.
| Pos. | Equipo            | País      | Temp. | PJ | PG | PP | %    | PF   | PC   | Dif. | 1° | 2° | 3° | Puntos |  |
| ---- | ----------------- | --------- | ----- | -- | -- | -- | ---- | ---- | ---- | ---- | -- | -- | -- | ------ |  |
| 1°   | Flamengo          | Brasil    | 6     | 54 | 46 | 8  | 85,1 | 4613 | 3874 | +739 | 2  | 3  | -  | 100    |  |
| 2°   | Quimsa            | Argentina | 6     | 54 | 31 | 23 | 57,4 | 4578 | 4407 | +171 | 2  | -  | -  | 85     |  |
| 3°   | Real Estelí       | Nicaragua | 6     | 49 | 27 | 22 | 55,1 | 4139 | 4192 | -53  | -  | 1  | -  | 76     |  |
| 4°   | Franca            | Brasil    | 5     | 42 | 30 | 12 | 71,4 | 3658 | 3307 | +351 | 1  | -  | 1  | 72     |  |
| 5°   | Minas TC          | Brasil    | 4     | 34 | 21 | 15 | 61,7 | 3092 | 2879 | +213 | -  | -  | 3  | 57     |  |
| 6°   | Instituto         | Argentina | 4     | 31 | 12 | 19 | 38,7 | 2348 | 2440 | -92  | -  | -  | -  | 43     |  |
| 7°   | São Paulo         | Brasil    | 3     | 22 | 15 | 7  | 68,1 | 1835 | 1701 | +134 | 1  | -  | -  | 37     |  |
| 8°   | Boca Juniors      | Argentina | 3     | 24 | 13 | 11 | 54,1 | 1875 | 1805 | +70  | -  | 1  | -  | 37     |  |
| 9°   | Biguá             | Uruguay   | 4     | 25 | 8  | 17 | 32,0 | 1980 | 2160 | -180 | -  | 1  | -  | 33     |  |
| 10°  | Obras Basket (BA) | Argentina | 4     | 24 | 7  | 17 | 29,1 | 1964 | 2102 | -138 | -  | -  | -  | 31     |  |